# マルク・ラキーユ
マルク・ラキーユ（Marc Raquil、1977年4月2日 - ）はマルティニーク系フランス人の陸上競技選手、専門は400mを主とする短距離走。2000年シドニーオリンピック男子400mおよび4×400mRフランス代表。ヴァル＝ド＝マルヌ県クレテイユ出身。身長191cm、体重81kg。
2003年世界陸上競技選手権パリ大会400mでは44秒79で2位となり銀メダルを獲得した。4×400mRにはナマン・ケイタらとフランス代表として出場、アンカーを務め優勝した。2006年イェーテボリで開催されたヨーロッパ陸上競技選手権大会400mでは優勝、その他4×400mRのフランス代表としても成功を重ねた。

## 主な戦績
| 年度     | 大会名                             | 開催地                        | 順位     | 種目     |
| フランス | フランス                           | フランス                      | フランス | フランス |
| -------- | ---------------------------------- | ----------------------------- | -------- | -------- |
| 2000     | ヨーロッパ室内陸上競技選手権大会   | ゲント（ ベルギー）           | 3位      | 400m     |
| 2000     | オリンピック                       | シドニー（ オーストラリア）   | 4位      | 4x400mR  |
| 2003     | 世界陸上競技選手権大会             | パリ（ フランス）             | 2位      | 400m     |
| 2003     | 世界陸上競技選手権大会             | パリ（ フランス）             | 優勝     | 4x400mR  |
| 2003     | IAAFワールドアスレチックファイナル | モンテカルロ（ モナコ）       | 6位      | 400m     |
| 2005     | ヨーロッパ室内陸上競技選手権大会   | マドリード（ スペイン）       | 優勝     | 4x400mR  |
| 2005     | 世界陸上競技選手権大会             | ヘルシンキ（ フィンランド）   | 6位      | 4x400mR  |
| 2006     | ヨーロッパ陸上競技選手権大会       | イェーテボリ（ スウェーデン） | 優勝     | 400m     |
| 2006     | ヨーロッパ陸上競技選手権大会       | イェーテボリ（ スウェーデン） | 優勝     | 4x400mR  |

### 記録
- 200m - 21秒03（2001年）
- 400m - 44秒79（2003年）
- 800m - 1分50秒90（2003年）